# Etienne Primault
Etienne Primault (* 5. Mai 1904 in Cormoret; † 30. November 1984 in Zürich) war ein Schweizer Berufsoffizier.
Er war von 1930 bis 1944 Instruktionsoffizier der Flieger- und Flugabwehrtruppen und Militärpilot. Im Jahr 1953 wurde er Waffenchef unter Beförderung zum Divisionär. Seine berufliche Laufbahn endete 1964 im Zusammenhang mit Kostenüberschreitungen bei der Beschaffung eines neuen Kampfflugzeuges (Mirage-Affäre).